# 早田村

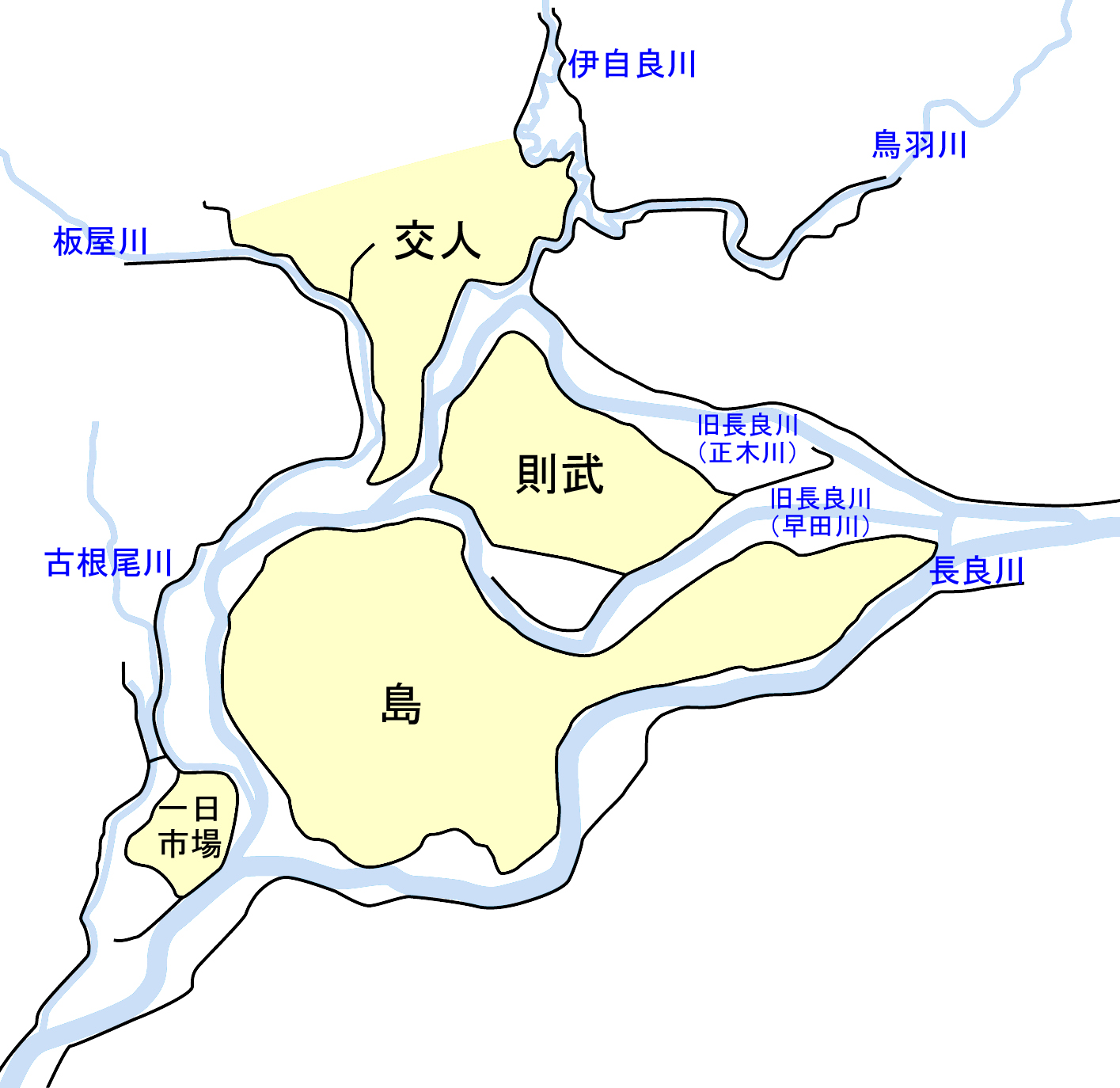
長良川改修以前の長良川分岐点付近の河川と輪中の分布。早田村は島輪中内に位置した。

早田村（そうでんむら）は、かつて岐阜県稲葉郡にあった村である。
現在の岐阜市早田、早田町、早田東町、早田本町、早田栄町、山吹町、美島町、学園町、津島町、岩倉町などに該当する。
かつては3つに分かれて流れた長良川のうち、現在の長良川本川（井川）と、早田川の位置を流れた分派川の1つに挟まれた地域である。1932年から1952年の長良川改修工事で井川が拡幅された際に長良川沿いの集落が移転している。
当村発足時は厚見郡であったが、郡の合併で稲葉郡の村となっている。

## 歴史
- 1889年（明治22年）7月1日 - 町村制により、早田村発足。
- 1897年（明治30年）4月1日[2] - 方県郡の一部、厚見郡、各務郡の合併により稲葉郡の所属となる。
- 1897年（明治30年）4月1日 - 近島村、池ノ上村、萱場村、菅生村、西中島村、江口村、北島村、東島村、旦ノ島村と合併し島村が発足。同日早田村廃止。

## 教育
- 早田尋常小学校（現・岐阜市立早田小学校）